# 千年前から見つめていた
『千年前から見つめていた』（せんねんまえからみつめていた）は、1993年9月21日に日本コロムビアから発売された中西保志の4枚目のシングル。

## 収録曲
1. 千年前から見つめていた
作詞：夏目純　作曲・編曲：富田素弘
  - 松竹映画「スペインからの手紙 ベンポスタの子どもたち」[3]主題歌
2. Illusion
作詞：松井五郎　作曲・編曲：大森俊之
  - 住友建機「PAX」CMイメージ・ソング
3. 千年前から見つめていた（オリジナル・カラオケ）